# Mozart und Salieri

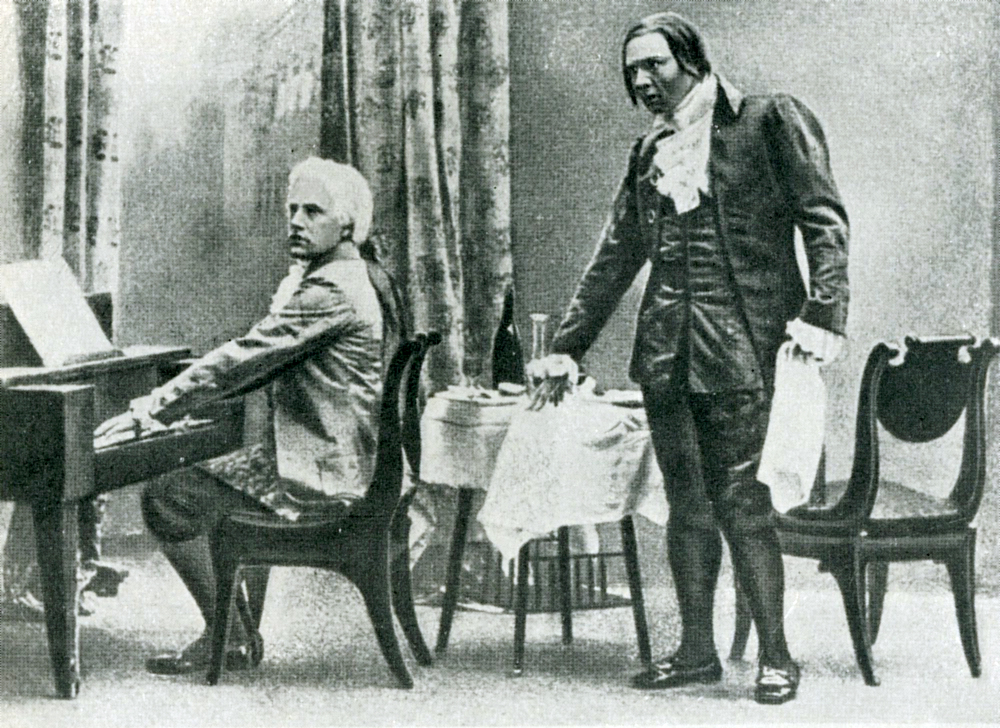
Vasiliy Shkafer als Mozart und Fjodor Schaljapin als Salieri (1898)

Mozart und Salieri (russisch Моцарт и Сальери, Mozart i Saljeri) ist eine Oper in einem Akt und zwei Szenen mit der Musik des russischen Komponisten Nikolai Rimski-Korsakow, der nach dem gleichnamigen Versdrama von Alexander Puschkin (1830) auch das Libretto schuf. Die Uraufführung erfolgte am 7. Dezember 1898 an einem Moskauer Privattheater (Театр Винтера).

## Handlung
Die Handlung hält sich an die Legende, Antonio Salieri habe Mozart vergiftet, da er die Genialität Mozarts erfasst und eingesehen habe, dass seine eigene Musik diese Qualität nicht würde erreichen können. Rimski-Korsakow verwob in seine Partitur Themen aus Mozarts Don Giovanni und dessen Requiem.

## Instrumentation
Die Orchesterbesetzung der Oper enthält die folgenden Instrumente:
- Holzbläser: Flöte, Oboe (auch Englischhorn), Klarinette, Fagott
- Blechbläser: zwei Hörner
- Pauken
- Streicher
- Bühnenmusik: Klavier